# Sphere (byggnad)
Sphere, tidigare MSG Sphere alternativt MSG Sphere at The Venetian, är en elliptisk inomhusarena som ligger i Paradise, Nevada i USA, öster om den berömda vägen Las Vegas Strip. Den  har en kapacitet på omkring 18 000 åskådare. Den kan användas som en enorm IMAX-biograf men även för andra tillställningar såsom idrottsevenemang (boxning och MMA) och konserter.
Byggnaden uppfördes mellan den 27 september 2018 och 28 september 2023 för en totalkostnad på 2,3 miljarder amerikanska dollar. Den är 112 meter hög och 157 meter bred. Efter uppförandet passerade den Globen som världens största sfäriska byggnad. Till skillnad från Globen har Sphere LED-skärmar på utsidan av byggnaden, vilket gör att hela utsidan kan användas som en enda stor storbildsskärm.